# Boarmia bilinearia
Boarmia bilinearia là một loài bướm đêm trong họ Geometridae.